# SN 2003U
SN 2003U – supernowa typu Ia odkryta 27 stycznia 2003 roku w galaktyce NGC 6365A. W momencie odkrycia miała maksymalną jasność 18,00m.